# Bernadette Vivuya
Bernadette Vivuya   (República Democràtica del Congo) és una periodista i cineasta congolesa.
Des de molt jove es va interessar en plasmar els drets humans, el medi ambient i l'explotació de les matèries primeres a través de la fotografia, però amb una mirada congolesa des de la ciutat de Goma, a Kivu del Nord. El 2020 va participar al reportatge col·laboratiu Congo in Conversation premiat amb el guardó de fotoperiodisme Carmignac. El 2021 va ser una de les periodistes que van fer el documental Stop Filming Us de Joris Postema, que retrata la ciutat congolesa de Goma sense guerra ni violència, amb una mirada no europea, i que es va mostrar al Centre de Cultura Contemporània de Barcelona. El 2023 va participar al Festival l'Alternativa, on va impartir un taller per entendre els prejudicis de la mirada europea al Congo, que ella titlla de "colonial".